# لیندا سولستروم
لیندا سولستروم (انگلیسی: Linda Sällström؛ زادهٔ ۱۳ ژوئیهٔ ۱۹۸۸) بازیکن فوتبال اهل فنلاند است.
از باشگاه‌هایی که در آن بازی کرده‌است می‌توان به باشگاه فوتبال لینشوپینگ و دیوری گردن اشاره کرد.
وی همچنین در تیم ملی فوتبال زنان فنلاند بازی کرده‌است.